# Tagewaldhorn
Das Tagewaldhorn (italienisch Corno di Tramin) ist mit einer Höhe von 2708 Metern der zweithöchste Gipfel des Ostkamms der Sarntaler Alpen. Der Felsgipfel liegt nordöstlich der Flaggerscharte (2436 m s.l.m.), die das Tagewaldhorn und die vorgelagerte Hörtlanerspitze (2660 m s.l.m.) von der südlich gelegenen Jakobsspitze (2741 m s.l.m.) trennt, dem höchsten Gipfel des Sarntaler Ostkamms.

## Routen
Der übliche Anstieg erfolgt von Süden, bei dem sich die Flaggerschartenhütte (auch Marburger Hütte, 2481 m s.l.m.) als Stützpunkt anbietet. Zur nahe der Hütte gelegenen Flaggerscharte kann man entweder aus westlicher Richtung, vom Durnholzer See, in etwa 2½ bis 3 Stunden gelangen, oder von Osten von Mittewald durch das Flaggertal in etwa 5 Stunden. Von der Hütte führt der markierte Steig nordwärts, wobei bald ein kurzer, versicherter Abstieg durch eine Felswand zu bewältigen ist. Weiter führt der Weg, zunächst fast eben, die Südflanke querend an den Berg heran. Dann geht es recht steil hinauf zum Ostgrat und über diesen zum Gipfel. Der Anstieg beansprucht von der Flaggerschartenhütte 1½ Stunden.
Alternativ ist der Berg auch von Asten im oberen Sarntal über die Traminscharte (2380 m s.l.m.) und den recht steilen Nordwestgrat zu erreichen (Schwierigkeitsgrad I).

## Name
Wie bei vielen anderen Bergen ist auch im Fall des Tagewaldhorns der Name von einem darunter liegenden Gelände „aufgewandert“. Das Oronym ist zwar bereits im Atlas Tyrolensis um 1770 als Tagewald Horn belegt, geht aber wohl doch auf ein missinterpretiertes Tageweidhorn zurück. Der Name verweist somit auf einen Gipfel über einer tagsüber als Weide genutzten Fläche.